# Рада-Тильи
Рада-Тильи (исп. Rada Tilly) — город и муниципалитет в департаменте Эскаланте провинции Чубут (Аргентина). Слово «рада» в его названии означает «небольшая бухта», а слово «Тильи» взято в честь Франсиско Хавьера Эверардо-Тильи, который в 1776—1777 годах разбил португальский флот в Рио-де-ла-Плата.

## История
Это место нанёс на морские карты английский моряк Роберт Фицрой в первой половине XIX века. В 1889 году, следуя карте Фицроя, его посетил итальянский инженер Франчиско Пьетробелли, искавший место для глубоководного порта. В 1891 году здесь бросил якорь корвет «Ла Архентина» под командованием Мартина Ривадавия.
Развитие этих мест началось после основания в 1923 году порта Антонио-Моран (к северу от Комодоро-Ривадавия). Для строительства понадобилось возить строительные материалы, добываемые в Пунта-Пьедрас, и сюда была проложена железная дорога. Это позволило жителям Комодоро-Ривадавия легко добираться до местных пляжей, и в 1948 году здесь был официально основан курортный городок. К 1970 году он вырос настолько, что здесь был образован отдельный муниципалитет.